# 탄약지원사령부
탄약지원사령부(彈藥支援司令部, Ammunition Support Command)는 탄약의 저장 및 관리, 지원 전담하는 대한민국 육군의 기능 사령부이다. 육군군수사령부 예하 사령부로서 충청 이남의 전국 각지에 다수의 탄약창을 예속하고 있으며, 군수지원사령부·여단 예하의 탄약대대와는 다른 부대이다.

## 역사
1959년 11월 20일 6.25 전쟁에서 얻은 교훈에 따라 경상남도 부산시 동래구(현 해운대구)에서 창설되었다.
1998년 8월 대전광역시 대덕구로 이동하였다.